# Jean-Baptiste Dubourg
Jean-Baptiste Dubourg, né le 17 août 1987 à Bordeaux, est un pilote français de rallycross. Engagé en Championnat du monde de rallycross FIA en 2017, il évolue en 2018 en Championnat d'Europe de rallycross. Il est également 6 fois vainqueur du Trophée Andros en 2016, 2017, 2018, 2019, 2021 et 2022.

## Biographie
Fils du champion d'Europe d'autocross 1992 Dominique Dubourg, il commence le sport automobile par le sprint-car en 2005 avec sa structure familiale, le DA Racing. Il devient en 2012 champion de France de sprint-car .

### Trophée Andros (2005- )
Il participe dès 2005 au Trophée Andros en catégorie sprint-car. En 2007, "JB" devient le plus jeune pilote du Trophée Andros en catégorie thermique au volant d'une Renault Clio III Silhouette et remporte le challenge promotion. Coéquipier de Romain Grosjean et de Franck Lagorce pendant plusieurs saisons, il remporte en 2016 le Trophée Andros avec quatre victoires au terme d'un duel avec Franck Lagorce. Il devient ainsi le plus jeune vainqueur de la compétition . Il conserve son titre en 2017 et remporte à nouveau le championnat en 2018 et 2019.

### Rallycross (2013- )
Jean-Baptiste Dubourg s'oriente en 2013 vers le championnat de France de rallycross. Il est sacré dès la première année champion de France au volant d'une Renault clio super 1600 puis devient vice-champion dans la catégorie supercar en 2014.
Il s'engage en 2015 en championnat d'Europe de rallycross et réalise l'exploit lors la manche française du championnat du monde de rallycross FIA 2015 à Lohéac en terminant troisième derrière Timmy Hansen et Petter Solberg . Il monte sur la deuxième marche du podium lors de l'ultime course du championnat d'Europe en Italie, concluant son premier championnat d'Europe à la cinquième place. Son équipe DA Racing se dote pour la saison 2016 du championnat d'Europe de rallycross d'une nouvelle DS 3 Supercar et vise le titre européen. La voiture est partagée entre Jean-Baptiste et son frère Andréa Dubourg qui est engagé en championnat de France de rallycross. Jean-Baptiste fait face à des soucis de fiabilité en début de championnat et décide de mettre entre parenthèses sa saison. Il revient pour la manche française du championnat du monde de rallycross FIA 2016 à Lohéac, mais après des résultats parmi les meilleurs pilotes mondiaux durant le weekend, il est rattrapé par les ennuis de fiabilité.
Il annonce au début de 2017 sa participation au championnat du monde de rallycross FIA 2017 à la suite de l'achat par son équipe de deux Peugeot 208 WRX 2015 de l'équipe Peugeot-Hansen ,.
Il intègre en 2018 la deuxième équipe de Guerlain Chicherit G-Fors pour courir en championnat d'Europe de rallycross. Il termine la saison à la cinquième place, avec un podium lors de la première course sur le Circuit de Barcelone. Il annonce fin 2018 qu'il ne continuera plus sa collaboration avec cette équipe à l'avenir.

## Résultats

### Championnat d'Europe de rallycross

#### Supercar

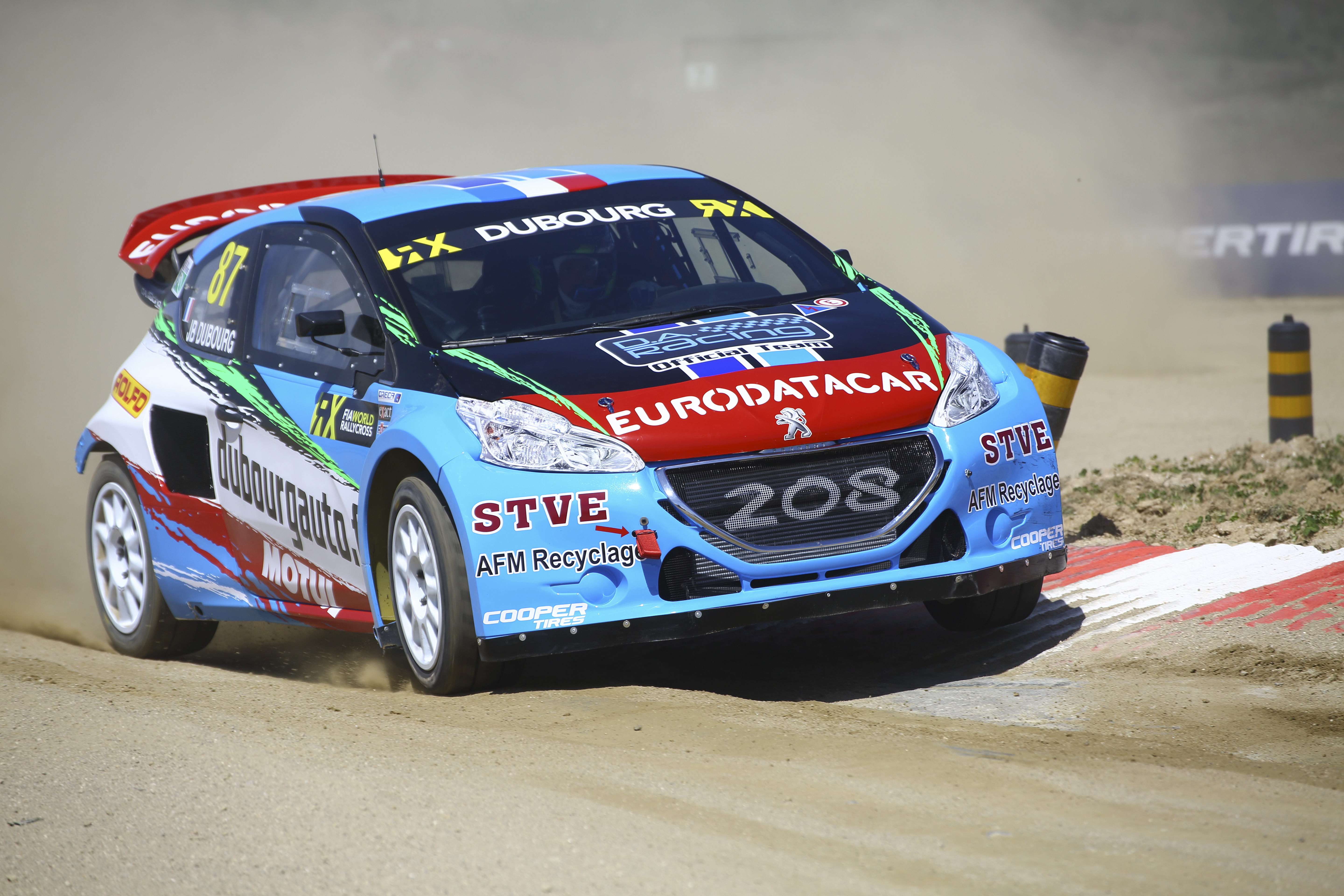
La Peugeot 208 WRX de Dubourg en 2017

| Année | Équipe    | Voiture             | 1      | 2     | 3     | 4      | 5     | Position | Points |
| ----- | --------- | ------------------- | ------ | ----- | ----- | ------ | ----- | -------- | ------ |
| 2015  | DA Racing | Citroën C4 Supercar | BEL 8  | ALL 4 | NOR 7 | BAR 13 | ITA 2 | 5e       | 77     |
| 2016  | DA Racing | DS 3 Supercar       | BEL 18 | NOR   | SUE   | BAR    | LET   | 23e      | 0      |

### Championnat du monde de rallycross

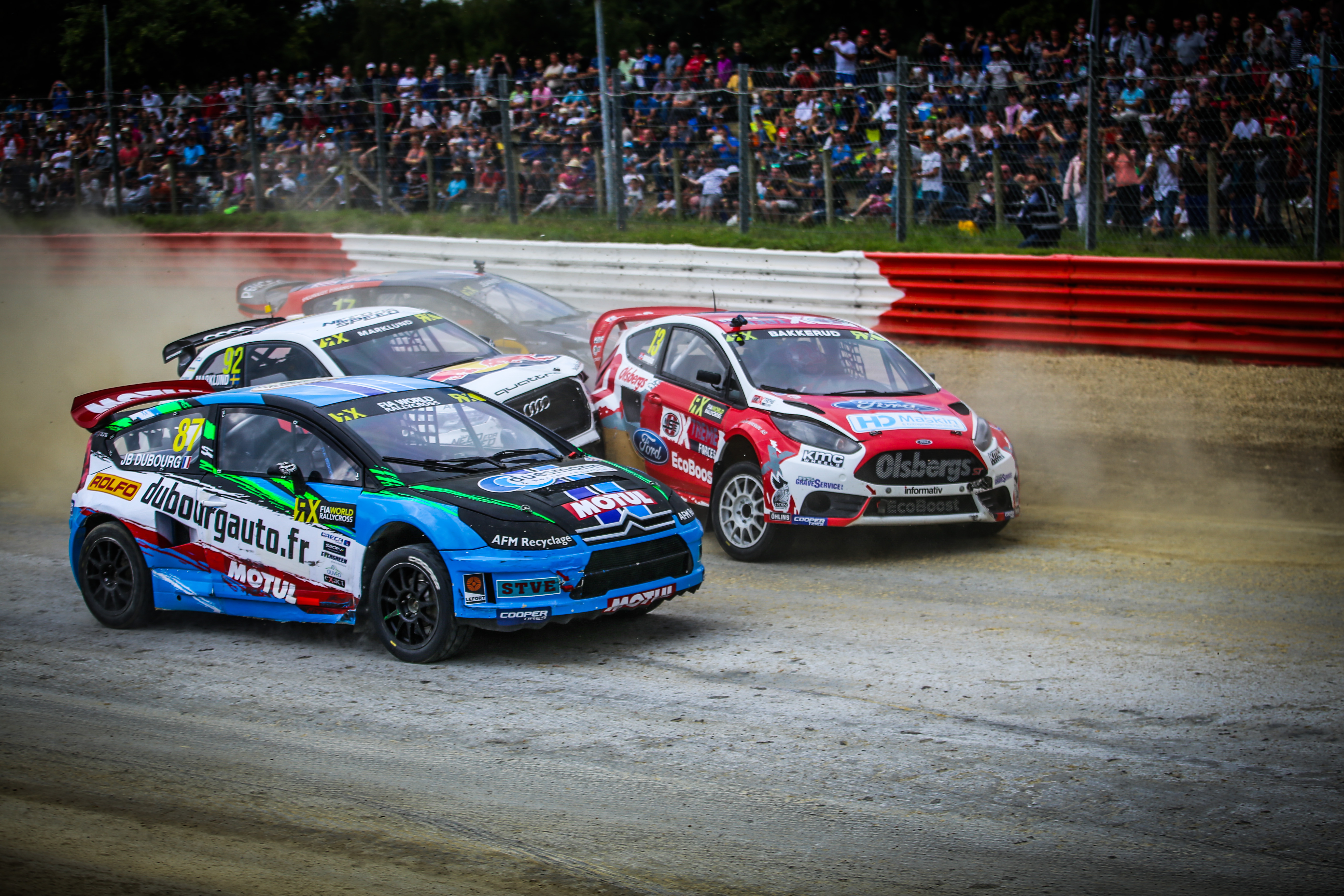
Jean-Baptiste Dubourg et sa Citroën C4 Supercar lors de la manche française du Championnat du monde de rallycross 2015

#### Supercar
| Année | Équipe    | Voiture             | 1      | 2      | 3      | 4      | 5      | 6      | 7      | 8      | 9      | 10      | 11      | 12     | 13  | Position | Points |
| ----- | --------- | ------------------- | ------ | ------ | ------ | ------ | ------ | ------ | ------ | ------ | ------ | ------- | ------- | ------ | --- | -------- | ------ |
| 2015  | DA Racing | Citroën C4 Supercar | POR 13 | HOC    | BEL    | GBR    | ALL    | SUE 18 | CAN    | NOR    | FRA 3  | BAR     | TUR     | ITA    | ARG | 17e      | 24     |
| 2016  | DA Racing | DS 3 Supercar       | POR    | HOC 16 | BEL    | GBR    | NOR    | SUE    | CAN    | FRA 14 | BAR    | LET     | ALL     | ARG    |     |          |        |
| 2017  | DA Racing | Peugeot 208 WRX     | ESP 12 | POR 17 | HOC 17 | BEL 17 | GBR 18 | NOR 15 | SUE 16 | CAN 17 | FRA 13 | LET ABS | ALL ABS | AFS 14 |     | 16e      | 17     |

* Saison en cours

### Trophée Andros

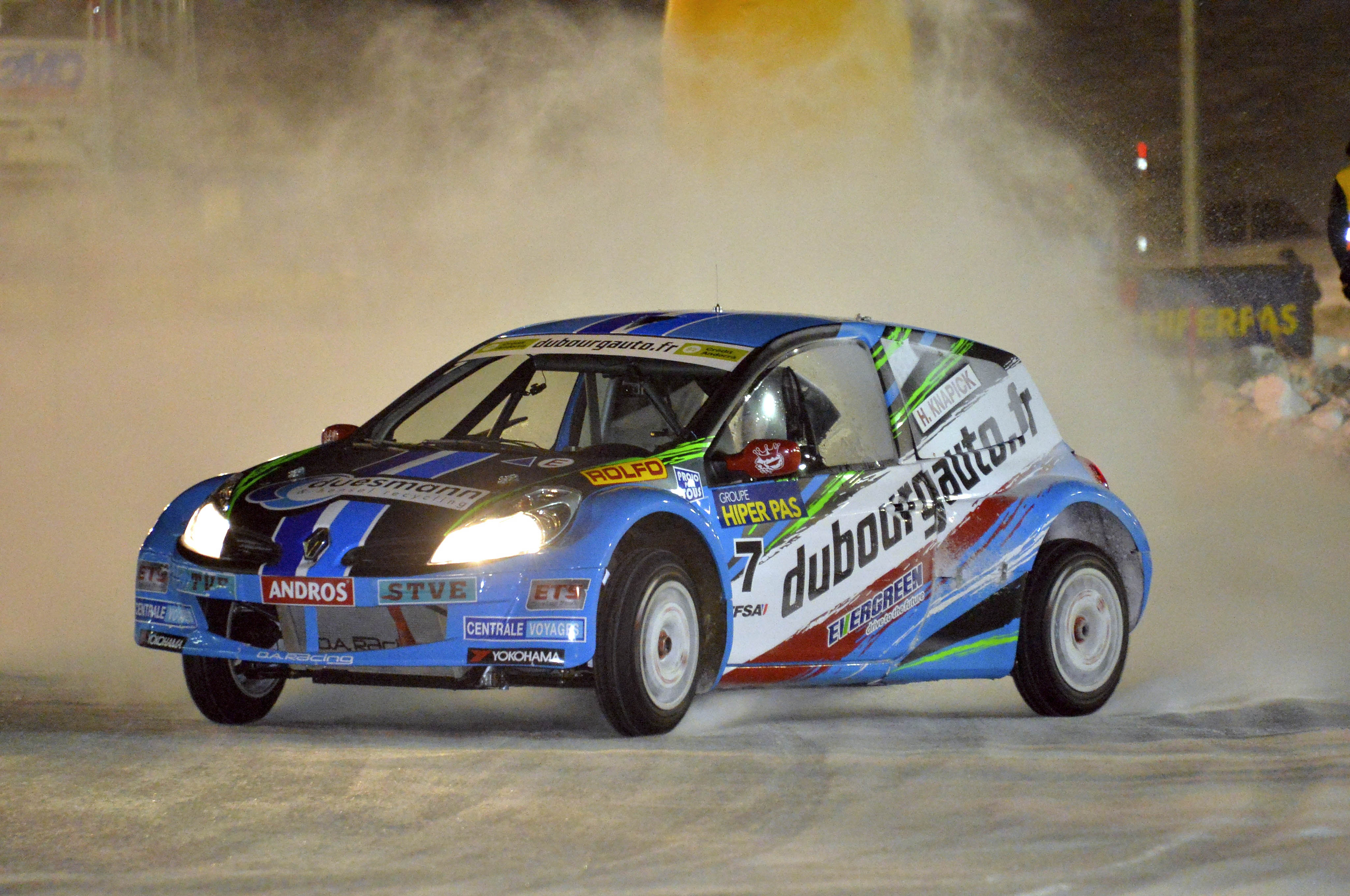
La Clio de Jean Baptiste Dubourg victorieuse au Trophée Andros 2016.

Elite Pro
| Année | Équipe    | Voiture      | 1      | 2      | 3      | 4      | 5      | 6      | 7      | 8      | 9      | 10     | 11    | 13     | 14     | Position | Points |
| ----- | --------- | ------------ | ------ | ------ | ------ | ------ | ------ | ------ | ------ | ------ | ------ | ------ | ----- | ------ | ------ | -------- | ------ |
| 2016  | DA Racing | Renault Clio | VAL1 1 | VAL2 6 | AND1 5 | AND2 2 | HUE1 1 | HUE2 2 | ISO1 4 | ISO2 1 | LAN1 4 | LAN2 6 | BES 6 | STD1 2 | STD2 1 | 1er      | 604    |

## Palmarès
- Autocross
  - Champion en 2012 en sprint-car Division 1
- Championnat de France de rallycross
  - Champion en 2013 en catégorie Super1600
  - Vice-champion en 2014 en catégorie Supercar
- Championnat d'Europe de rallycross
  - Deuxième place en Italie en 2015, catégorie Supercar
- Championnat du monde de rallycross
  - Troisième place en France à Lohéac en 2015, catégorie Supercar
- Trophée Andros
  - Champion en 2016, 2017, 2018, 2019, 2021 et 2022